# Omniprésent (album)
Pour les articles homonymes, voir Omniprésent.
Albums de Damien Robitaille
Homme autonome
(2009) Univers parallèles
(2017)
Omniprésent est le quatrième album de l'auteur-compositeur-interprète franco-ontarien Damien Robitaille publié le 16 octobre 2012 sur le label québécois Audiogram.

## Historique
Après le succès auprès du public de son précédent album, Homme autonome (2009), et la reconnaissance de la profession avec les nombreux prix reçus, Damien Robitaille compose ce nouvel ensemble de chansons à la suite d'un voyage en Amérique du Sud (et plus particulièrement en Colombie, destination de deux voyages) où il fait la rencontre de la chanteuse Carolina Navarro qui deviendra sa compagne. L'album est donc fortement marqué par les rythmes latino-américains et la musique colombienne de Pacho Galán (es),. Pour rester dans l'ambiance latine, les chansons sont principalement enregistrées à Miami, durant deux mois, dans le studio Loneland du réalisateur français Lone Lebone (Laurent Proneur) installé en Floride, avec la section cordes enregistrée au studio Victor de Montréal.
Habitué des jeux de mots dans les titres, c'est le troisième album d'une trilogie utilisant le mot Homme après les deux opus précédents.

## Liste des titres de l'album
1. Serpents et Échelles – 3 min 33 s
2. Omniprésent – 3 min 39 s
3. Au pays de la liberté – 3 min 55 s
4. Exotique ! – 3 min 30 s
5. Quelles sont les chances ? – 3 min 54 s
6. Nos traces sur la plage – 3 min 53 s
7. Ta maman m'amadoue – 3 min 10 s
8. Mambo métissé – 2 min 37 s
9. La Danse du drapeau – 3 min 18 s
10. Sors de mon corps – 2 min 59 s
11. Belle Bénévole – 3 min 15 s
12. Dame Nature – 3 min 43 s

## Musiciens

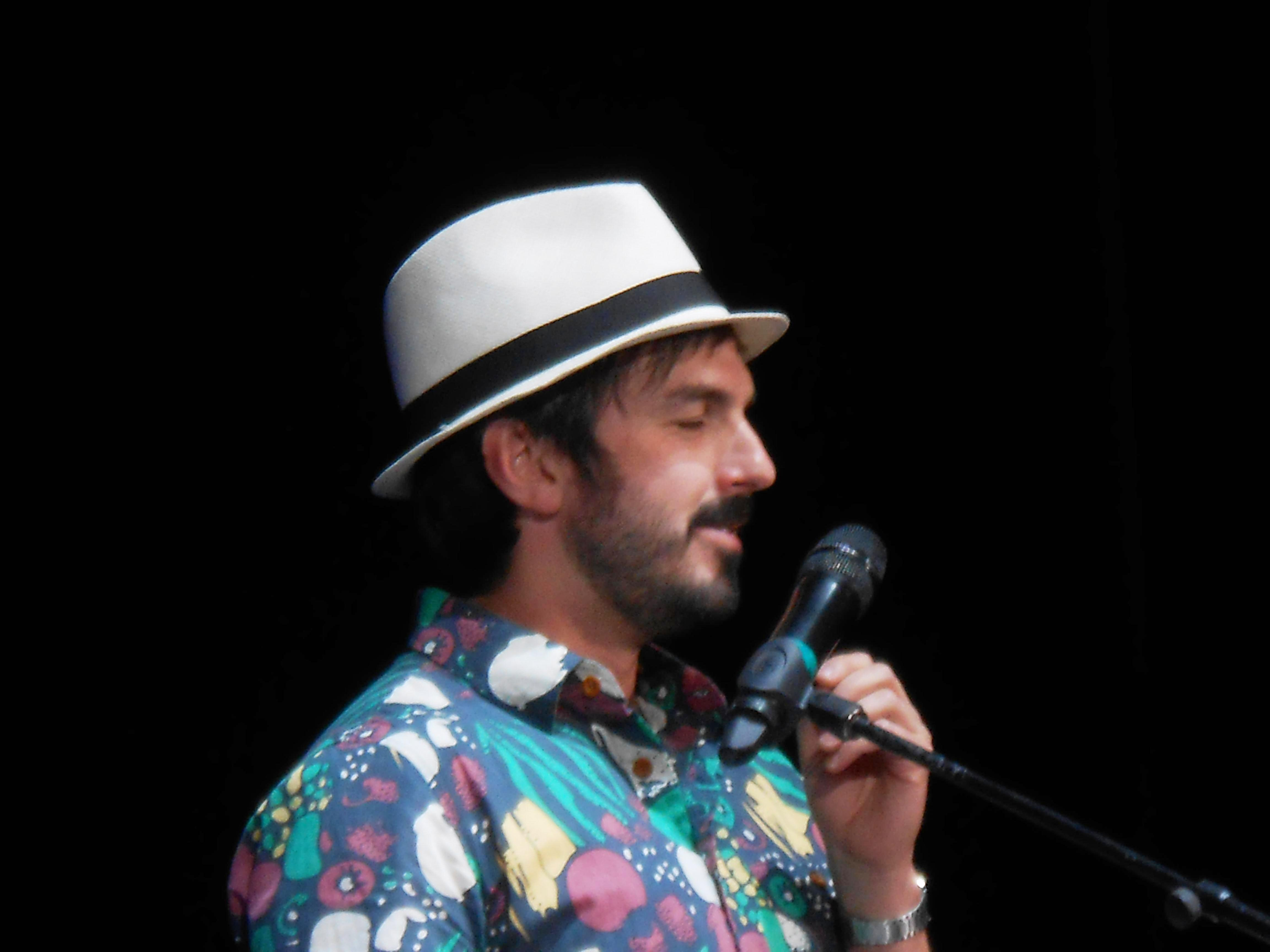
Damien Robitaille lors de la tournée Omniprésent en 2013 à Montréal.

Les musiciens ayant collaboré à l'album sont :
- Damien Robitaille : chant, guitare, piano
- Lone Lebone (Laurent Proneur) : basse et programmation
- Tony DeVille : guitare basse
- Jimmy Juré : batterie
- Domingo Rodriguez et Billy Bijoux : percussions
- Jean-François Ouellet : saxophone, clarinette et flûte
- Jean-Nicolas Trottier : trombone
- David Carbonneau : trompette et bugle
- Mélanie Vaugeois, Mélanie Belair, Sofia Gentile, Ariane Lajoie, Chantal Bergeron et Heather Schnarr : violons
- Ligia Paquin et Madeleine Messier : violons alto
- Annie Gadbois et Carla Antoun : violoncelles
- Carolina Navarro : chœurs

## Accueil de la critique
L'album est relativement bien accueilli par la critique. À Montréal, La Presse tout en soulignant son « humour luxurieux et son côté bouffon [...] bourré de musiques vitaminées » note le « cabotinage » de son auteur dont le journal « ne sait trop si Damien Robitaille se moque, ni de qui ou quoi ». L'humour du « chanteur charmeur » et les « paroles rigolotes qui font [s]a réputation » sont aussi mis en avant par le journal du Saguenay–Lac-Saint-Jean Le Quotidien, ainsi que par journal de Québec Le Soleil pour qui « les chansons [sont] souriantes flirtant avec des teintes kitsch bien assumées et faites d'images parfois rigolotes, de jeux de mots évocateurs ».
Retrospectivement, Le Devoir rappelle, en 2017, le caractère de « fiesta latino » de l'album.

## Distinctions
- Gala des prix Trille Or (APCMO) en 2013[10],[11] :
  - Prix de l'« Interprète masculin par excellence »
  - Prix de l'« Artiste solo ou groupe franco-ontarien s’étant le plus illustré à l’extérieur de la province »
  - Prix du « Meilleur site internet »
  - Nomination au prix du « Meilleur album »
  - Nomination au prix « Meilleur arrangeur/réalisateur de disque » pour Lone Lebone
  - Nomination au prix « Meilleure pochette »
  - Nomination au prix SOCAN de l'« Auteur, compositeur ou auteur-compositeur par excellence »
  - Nomination au prix Radio-Canada de la chanson primée pour Au pays de la liberté
- Prix Juno 2014[12] :
  - Nomination au prix de l'« album francophone de l'année »